# Schloss Herzberg

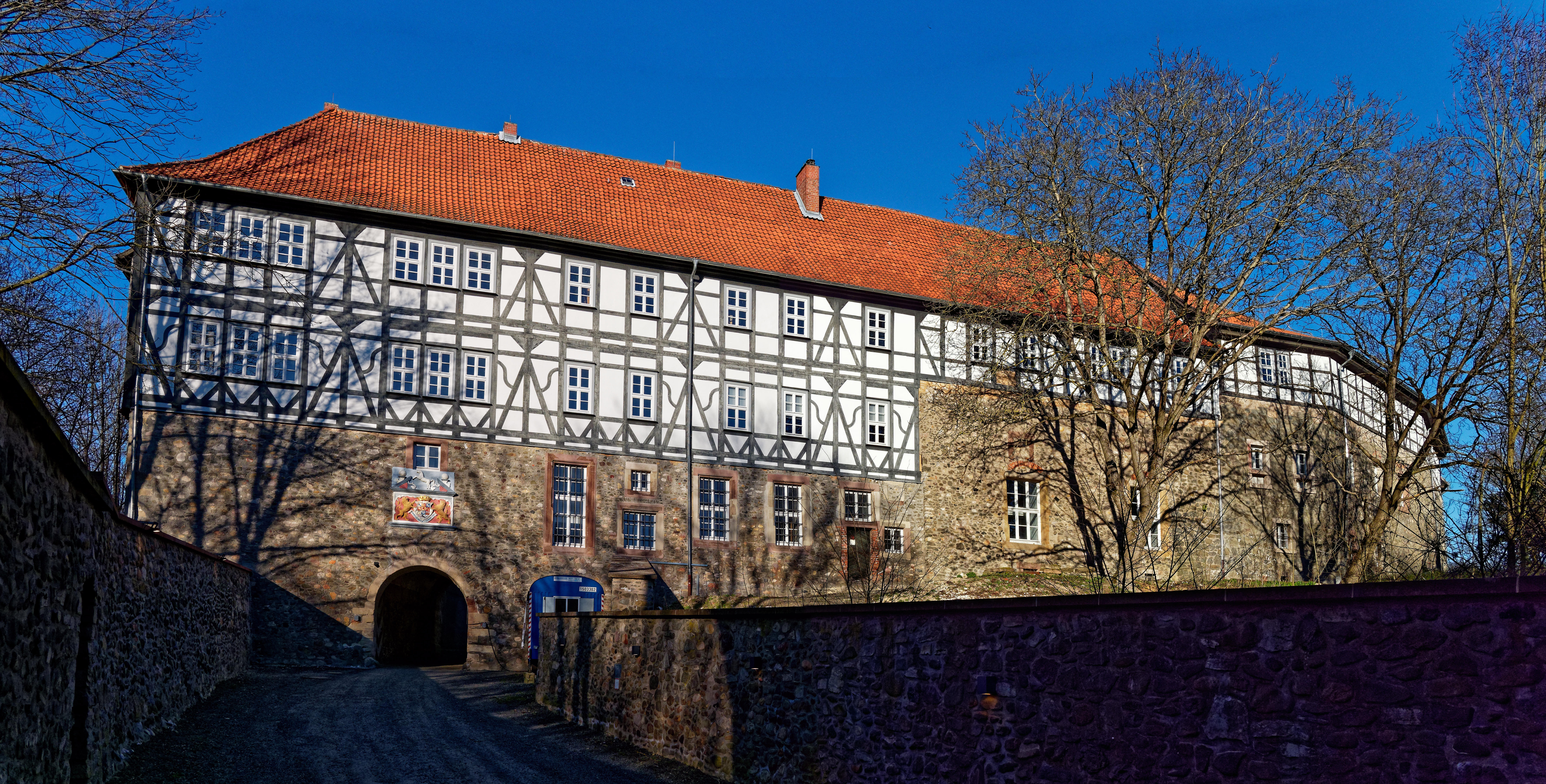
Südseite mit Eingang und Torzwinger

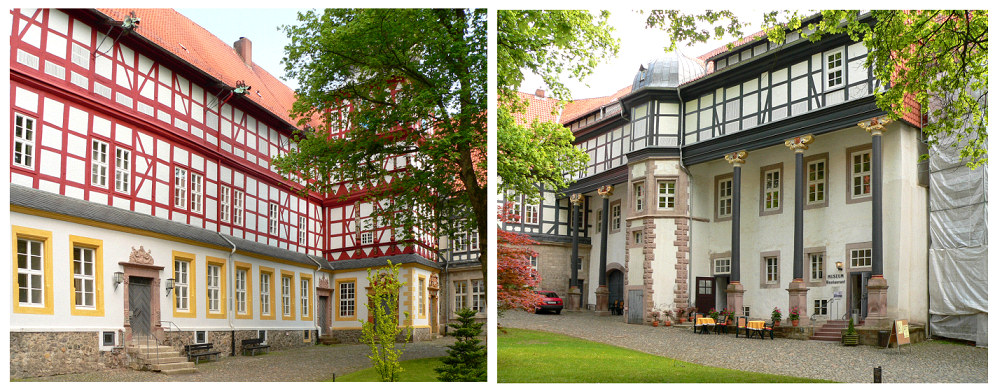
Der Schlossinnenhof mit dem Sieberflügel (links) und dem Stammhausflügel (rechts)

Schloss Herzberg ist eine Schlossanlage in Herzberg am Harz im Landkreis Göttingen, Niedersachsen (Deutschland), die auf eine mittelalterliche Burg aus dem 11. Jahrhundert zurückgeht. Nach einem Brand im Jahr 1510 wurde die heutige Vierflügelanlage als Schloss neu aufgebaut.
Sie ist mit 180 Zimmern die größte Schlossanlage Niedersachsens, die in Fachwerkbauweise errichtet wurde. Da sie sich über 700 Jahre im Besitz der Welfen befand, wird die Anlage auch als Welfenschloss Herzberg bezeichnet.

## Geographie
Das Schloss liegt beherrschend auf dem nordöstlichen Sporn eines als Schlossberg bezeichneten, langgestreckten bewaldeten Bergrückens (275 m ü. NN) unmittelbar westlich oberhalb des Zentrums der Stadt Herzberg am Harz. Nördlich am Schloss vorbei verläuft die Sieber.
Unterhalb der Schlossanlage an der eingleisigen Bahnstrecke Herzberg–Seesen liegt der Haltepunkt Herzberg am Harz Schloss. Auf dem Schlossberg führt eine Fahrstraße und ein separater Fußweg. Vor dem Torhaus gibt es einen Bus- und PKW-Parkplatz. Für Taxis und Versehrte ist die direkte Anfahrt in den Schlosshof möglich.
Das Schloss Herzberg ist die Landmarke 5 des UNESCO Global Geopark Harz – Braunschweiger Land – Ostfalen (Geopunkt 1).

### Schlossberg
An den steilen Hängen des Hirschbergs, auf dem das Schloss thront, steht der Hauptdolomit des Südharzer Zechsteingürtels an. Den Schlossberg-Sockel bildet Werra-Anhydrit. In der Umgebung zeugen sowohl Felstürme als auch Erdfälle wie etwa der Juessee davon, dass Wasser der Sieber unter den Berg versickert und den Felsuntergrund aus Dolomit und Gips stark auslaugt. Zu Beginn der letzten Eiszeit lag das Flussbett der Sieber noch wesentlich höher. Davon zeugen die verwitterten Flussschotter aus Harzgesteinen auf dem Berg.
Problematisch ist die Gesamtsituation des Bergsporns unterhalb der Fundamente des Schlosses; er ist durch die unterirdische Auslaugung und Verfrachtung von löslichem Gestein des lagernden Werra-Anhydrits und auch der Hauptdolomit-Platte destabilisiert. Das Klufsystem, welches die Dolomitschichten zergliedert, begünstigt das talwärtige Abkippen und Abrutschen von am Rande liegenden Felspartien.
Zugleich gleitet die gesamte, ca. 40 m dicke und an ihrer Oberfläche nur etwa 100 m breite Felsplatte sehr langsam in Richtung der Steilhänge auseinander. Diese sogenannte Hangzerreißung wird durch eine bis zu 1 m dicke Tonlage gefördert. Rotbrauner Salzton trennt Werra-Anhydrit vom Hauptdolomit des Südharzer Zechsteingürtels.

## Baubeschreibung

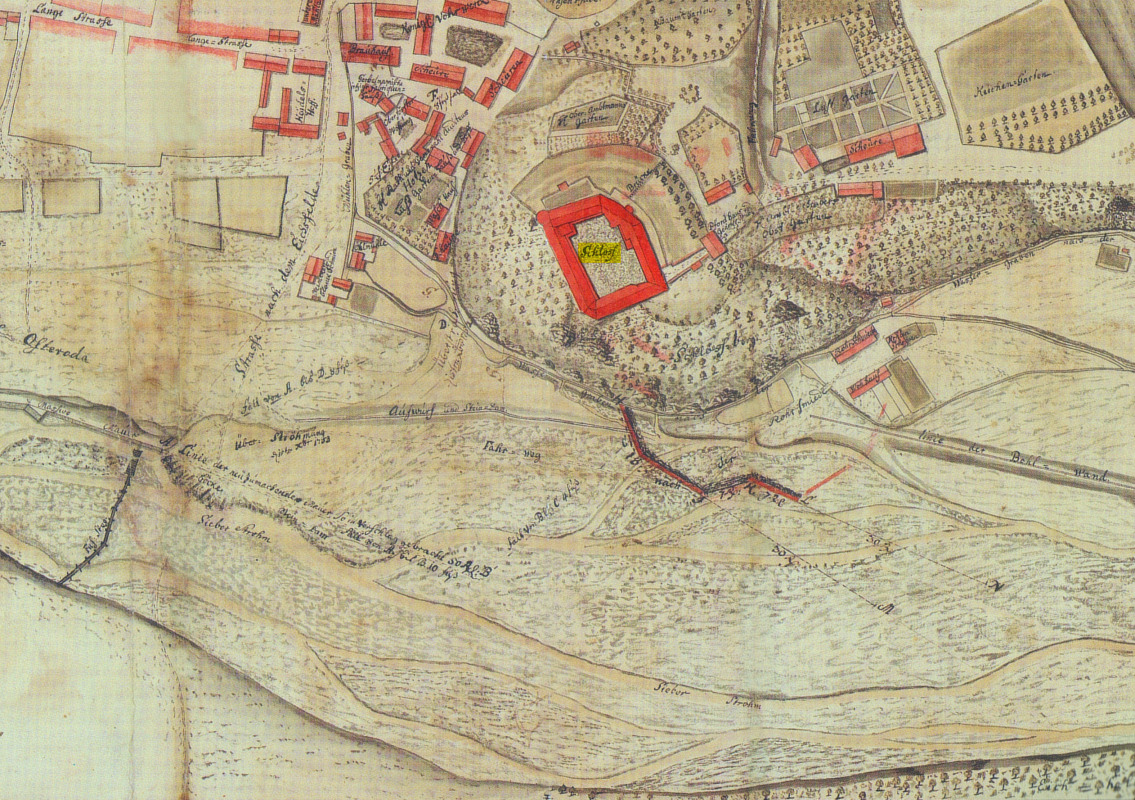
Die Schlossanlage und Stadt Herzberg auf einer Flurkarte von 1753

Von der ursprünglichen Burganlage stammt noch ein max. 5 m tief erhaltener Graben im Süden. Im Südosten diente ein Vorwall als zusätzlicher Schutz gegen den dahinter liegenden Bergrücken. Dieser Wall ist ca. 80 m lang, bis zu 2,5 m hoch und an der Basis bis zu 5 m breit.
Beim heutigen Schloss handelt sich um eine geschlossene Vierflügelanlage mit rechteckigem Innenhof (40 × 58 m). Der Zugang erfolgt durch ein Torhaus mit folgendem Torzwinger und durch ein weiteres, zweigeschossiges Torhaus in der Südwestecke. Im östlich anschließenden, auch „Stammhausflügel“ genannten Südtrakt werden noch Reste der ursprünglichen Burg vermutet. Sein zweites Obergeschoss wurde 1722 erbaut oder erneuert. In diesem Flügel befindet sich auch ein Kapellenraum (heute das Café-Restaurant). Der Ostflügel („Grauer Flügel“) weist ein Erdgeschoss aus Sandsteinquadern mit Fachwerkobergeschoss auf. Sein Vorgänger wurde ca. 1860 abgetragen und auf dem alten Keller in spätklassizistischer Form 1861 wieder errichtet. Der Nordflügel („Sieberflügel“) beherbergte in seinem steinernen Erd- und den beiden Fachwerkobergeschossen ursprünglich die herzogliche Hofhaltung. Er wurde ca. 1648–1660 errichtet (heute das Amtsgericht Herzberg am Harz). Im Winkel der beiden Trakte steht der zur selben Zeit entstandene, quadratische Schloss- bzw. Uhrturm mit drei Obergeschossen aus Fachwerk. Auf der Nordwestseite des Hofes befindet sich der massive, zweistöckige Marstallflügel.
Die Dacheindeckung besteht aus roten Hohlpfannen, die Laternenhaube des Turmes aus Blei und die sechs Wasserspeier zur Hofseite des „Sieberflügels“ aus getriebenem Kupfer.
Das Museum im Schloss Herzberg ist nicht barrierefrei.

## Geschichte

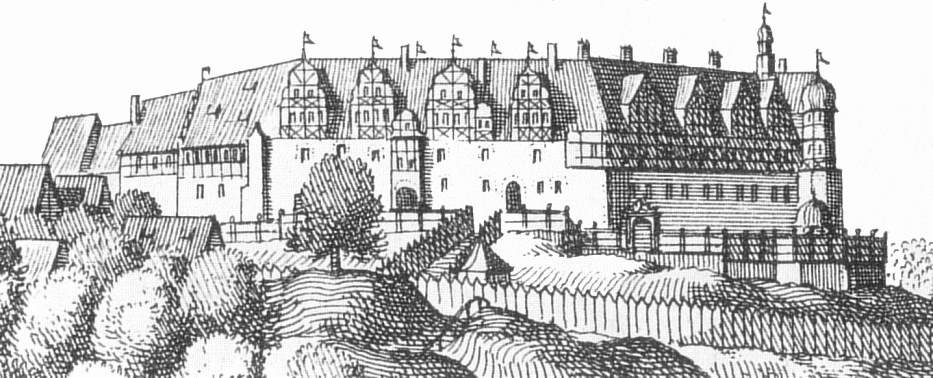
Schloss Herzberg als Merian-Kupferstich von 1654 (Ausschnitt)

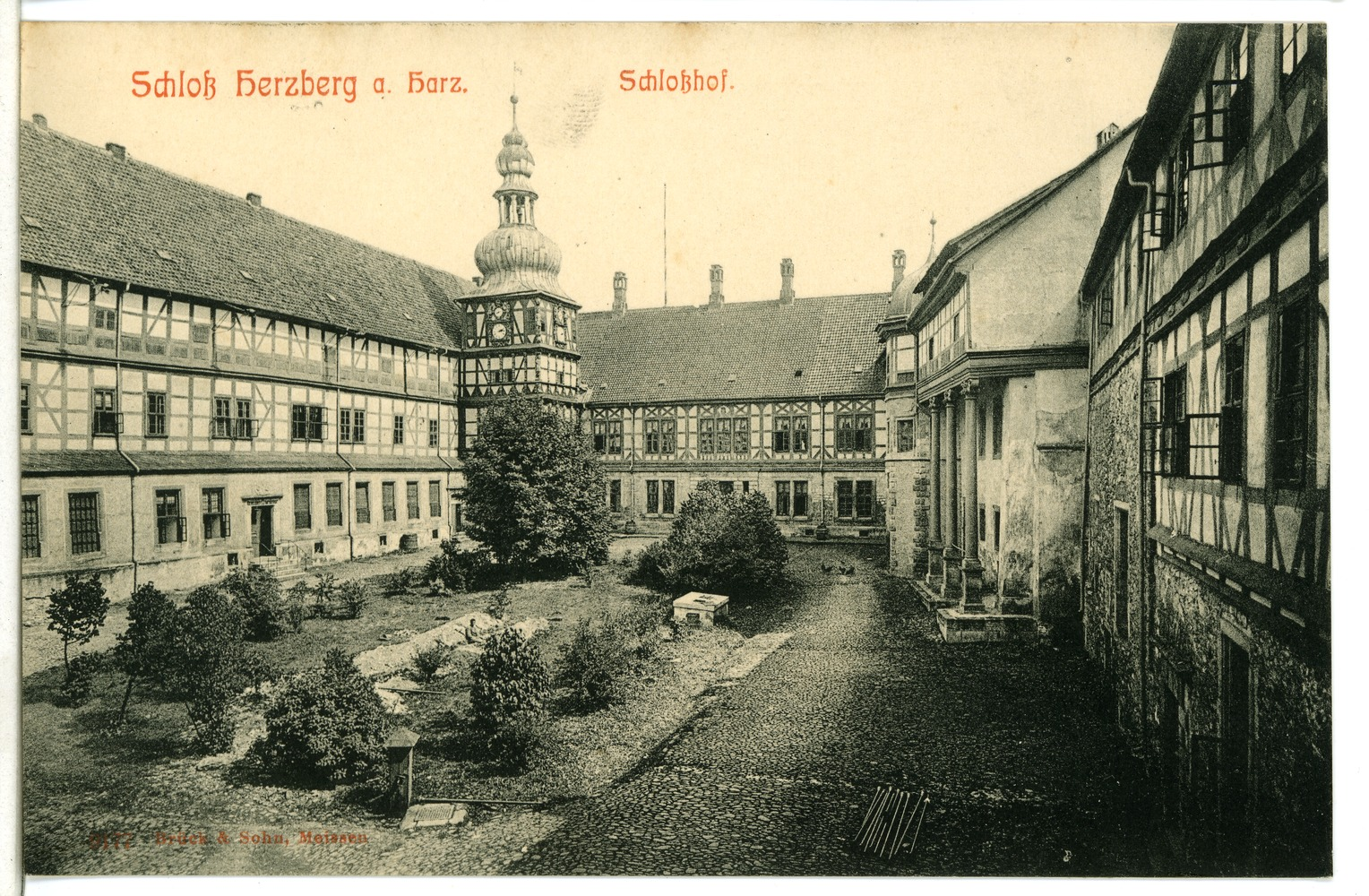
Der Schlossinnenhof im Jahr 1907

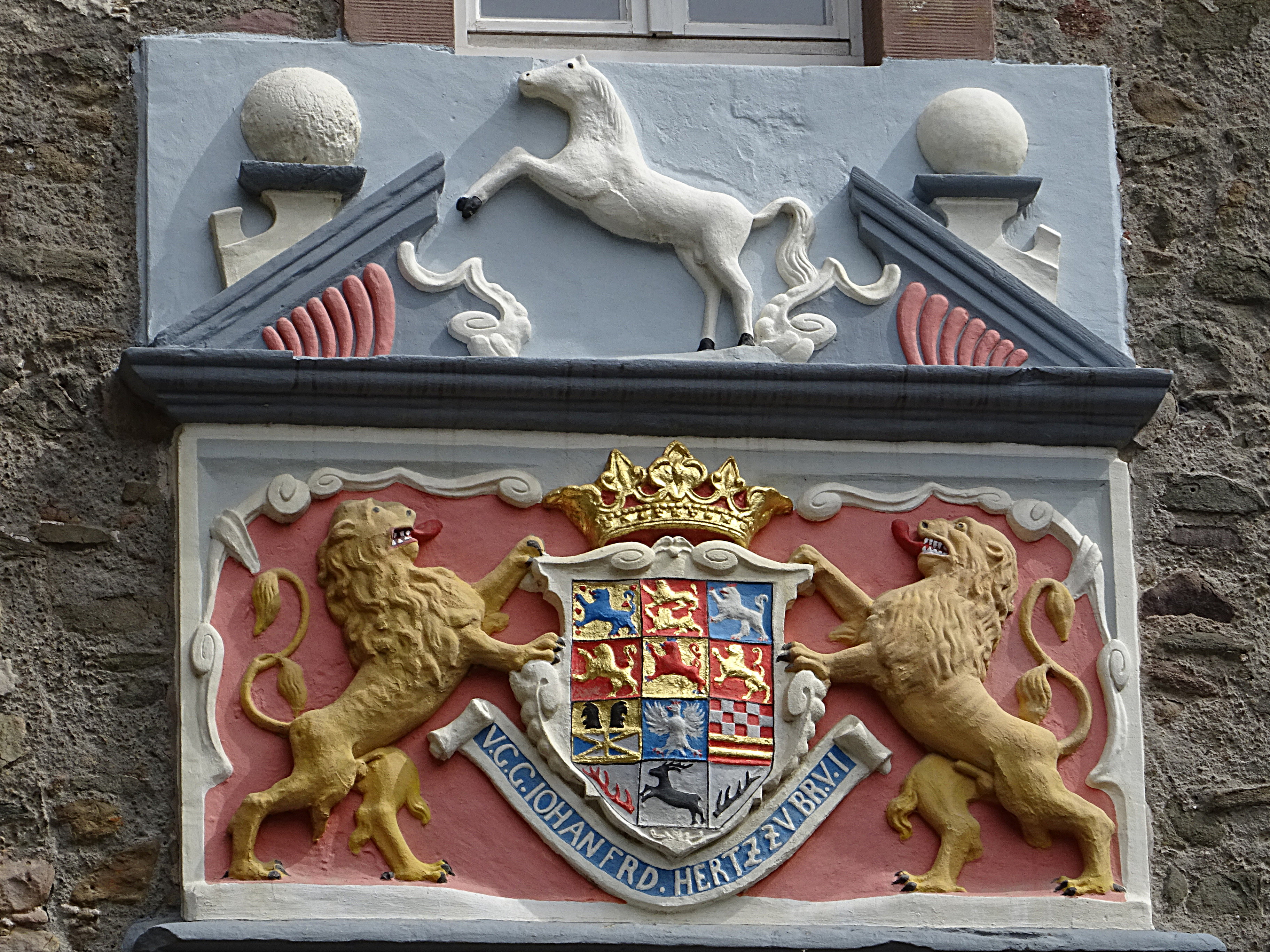
Wappen des Herzogtums Braunschweig über dem Schlosseingang am zweiten Torhaus

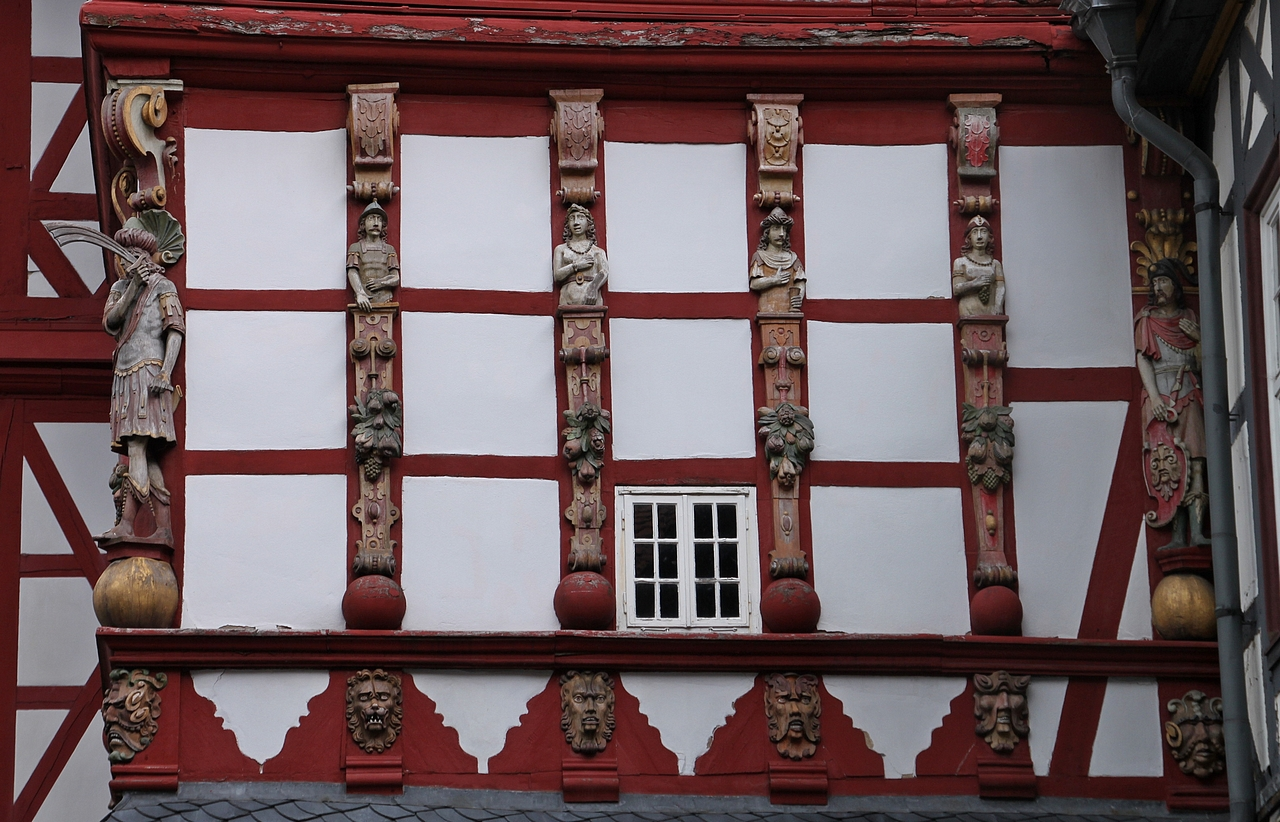
Fachwerkverzierungen am Schlossturm (April 2012)

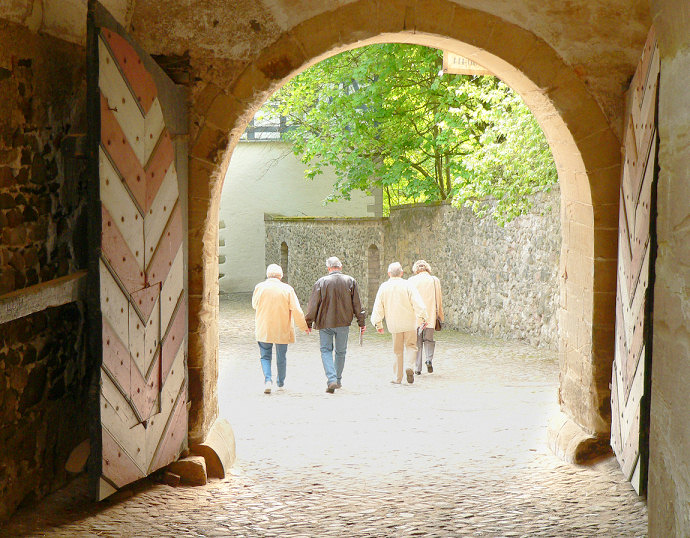
Blick vom Schlossinneren (Torhaus) in den Torzwinger (Mai 2006)

Das Schloss Herzberg war eine der bedeutenden Residenzen unterschiedlicher Linien des Herzogtums Braunschweig-Lüneburg. Nach einer sehr wahrscheinlich unkorrekten Überlieferung wurde als Vorgänger der Burg im Jahr 1029 durch einen Werner von Lutterberg hier ein Jagdhaus errichtet. Als Erbauer der Burg wird der König und spätere Kaiser Lothar III. (von Süpplingenburg) vermutet. Der erste indirekte Hinweis auf das Bestehen der Burg ist die Existenz eines Ministerialen, Luipold von Herzberg, als Zeuge in einer Urkunde von 1050. 1144 wurde auf Anordnung der Welfen durch die aus Bayern stammende Ministerialen-Familie von Göttingen das Schloss Herzberg mit der umliegenden Pflege als heimgefallenes Lehen für die Welfen in Besitz genommen, nachdem 1143 Graf Hermann von Lutterberge dort ohne Lehnserben verstorben war. Die ältesten direkten Zeugnisse für die Burg sind zwei Urkunden Heinrichs des Löwen aus den Jahren 1156 und 1158, die auf der Burg ausgestellt worden sind. Heinrich besaß somit damals die Verfügungsgewalt über die Burg, erworben hat er die damals noch den Status einer Reichsburg besitzenden Anlage aber erst 1157 durch ein Tauschgeschäft mit Friedrich Barbarossa. Heinrich der Löwe trat im Gegenzug dafür Erbgüter seiner ersten Gemahlin Clementia von Zähringen in Schwaben an Friedrich I. ab. Seither befand sich die Anlage 708 Jahre lange ununterbrochen in der Hand der Welfen bis zum Ende des Königreichs Hannover 1866.
Nach Heinrichs Tod kam die Burg an Otto IV. und diente nach dessen Tod 1218 seiner Gemahlin Marie als Witwensitz. Diese Rolle spielte die Burg in ihrer weiteren Geschichte noch mehrmals, z. B. ab 1279 diente für die Witwe Herzog Albrechts des Großen. Zunächst wurde sie aber mit dem Beginn der welfischen Linie Braunschweig-Grubenhagen 1290 deren Residenz. Von 1384 bis 1402 war sie als Apanage im Besitz des ehemaligen Abts von Corvey, Ernst von Braunschweig-Grubenhagen. Ab 1486 residierten hier die Herzöge des Fürstentums Grubenhagen bis zu ihrem Aussterben 1596. Danach ging die Anlage an die welfische Linie Braunschweig-Lüneburg über.
Von der schweren Feuersbrunst auf der Burg 1510 ist überliefert, dass sich die Schlossherrenfamilie, Herzog Philipp I. mit Gemahlin Katharina und dem Sohn Philip, in letzter Minute vor dem rasch um sich greifenden Feuer retten konnte. Der Schildknappe und die Kammerfrau der Herzogin seien beim Brand umgekommen. Zum Dank für ihre Hilfe bei Brand und Wiederaufbau erlaubte Philipp I. den Herzberger Bürger, Schützenfeste abzuhalten, und schenkte ihnen eine Silberkette mit einem silbernen Hirsch.
Bis 1636 lebte in dem wieder aufgebauten Schloss Herzog Georg von Braunschweig und Lüneburg mit seiner Gemahlin Anna Eleonore von Hessen-Darmstadt. Dort wurde 1629 ihr jüngster Sohn, der spätere erste Kurfürst von Hannover, Ernst August Herzog zu Braunschweig-Lüneburg, geboren. Seine Schwägerin, Herzogin Dorothea Sophie von Celle, lebte hier ab 1665 für drei Jahre als Witwe, bis sie den „Großen Kurfürsten“ Friedrich Wilhelm von Brandenburg heiratete und nach Berlin zog.
1714, in jenem Jahr als Ernst Augusts Sohn Georg I. in Personalunion König von Großbritannien und Irland wird, wurde das Schloss Herzberg als Residenz aufgegeben und 1798 zum Kornspeicher. Bereits zuvor wurde im Schloss der Zehnt der Bauern gelagert, weshalb ein Ausbau von weiteren Räumen zu Zehntböden nahelag.
Seit 1852 ist es Sitz des Amtsgerichts Herzberg. 1900 wurde im Schloss ein Museum eingerichtet. Gegen Ende des Zweiten Weltkriegs erlitt das Schloss schwere Beschädigungen, die heute alle behoben sind. In der Nacht zum 4. April 1945 kam es unterhalb des Schlosses in der nahe gelegenen Sprengstofffabrik, wo 40.000 kg Sprengstoff und 8.000 Minen lagerten, zu einer gewaltigen Detonation. Davon wurde das Dach des Schlosses abgedeckt. Im Zuge dessen wurde auch das Museum zerstört und vermutlich geplündert. 1947 kam es zu weiteren Beschädigungen durch die Sprengung von Militärbunkern in der Nähe.
Neben dem Torhaus war in früheren Zeiten das Gefängnis untergebracht, im Torhaus selbst bis Anfang 2000 ein Jugendarrest.
2006 wurde das Schloss in Teilen saniert. Bei einer weiteren – auf 10 Jahre angelegten – Generalsanierung der Schlossanlage werden seit 2017 das Torhaus mit Torzwinger, der Uhrenturm, der Marstallflügel, der Graue Flügel und der Sieberflügel kernsaniert. Bei dieser, bis dato größten Bausanierung werden auch zwei Aufzugsanlagen im Amtsgericht (Marstallflügel und Grauer Flügel), sowie in allen vier Gebäudeteilen Brandmeldeanlagen und Notausgänge eingebaut. Als erster Bauabschnitt konnte im Dezember 2021 der Uhrenturm, der zuvor jahrelang aus Sicherheitsgründen eingerüstet war, mit Mitteln des Landes Niedersachsen fertiggestellt werden. Das Fachwerk wurde in Original-Lehmbauweise wiederhergestellt, eine Auflage des Denkmalschutzes. Im Gegensatz zum bisherigen Anblick in Braunrot, sind die Balken heute im historischen Ocker gestrichen. Ein Jahr später wurde auch der Marstallfügel fertiggestellt, hier ist zwischenzeitlich das Amtsgericht Herzberg untergebracht.
Im Sommer 2023 sind vier Original-Gemälde aus dem Leineschloss Hannover als Dauerleihgabe der VGH Versicherungen ins Welfenschloss Herzberg gekommen.
Die Porträts von Herzogin Sophie und der Herzöge Ernst August, Johann Friedrich und Christian Ludwig
ergänzen jetzt die wertvolle Sammlung im Rittersaal.

### Heutige Nutzung

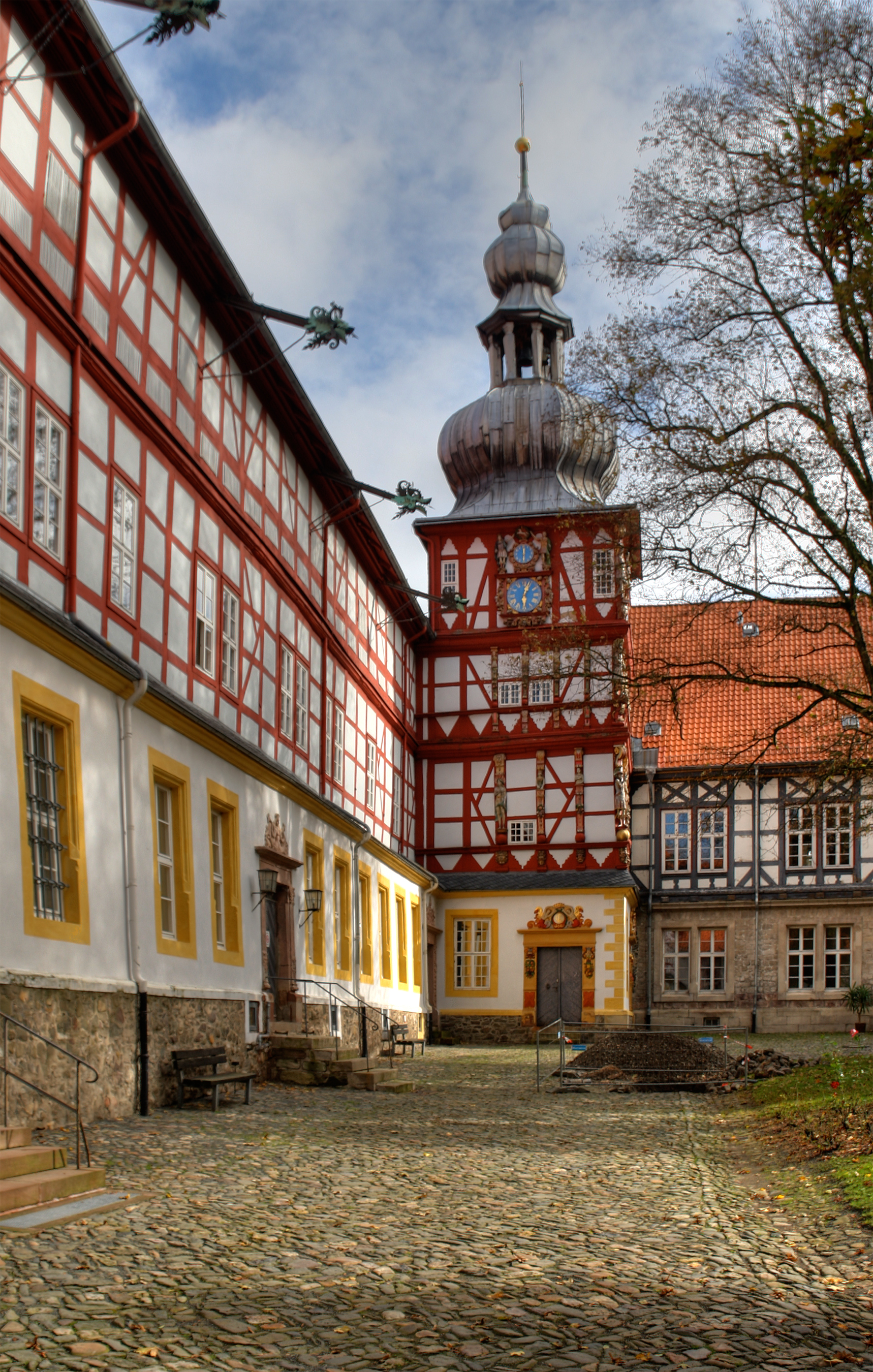
Schloss Herzberg am Harz (2009)

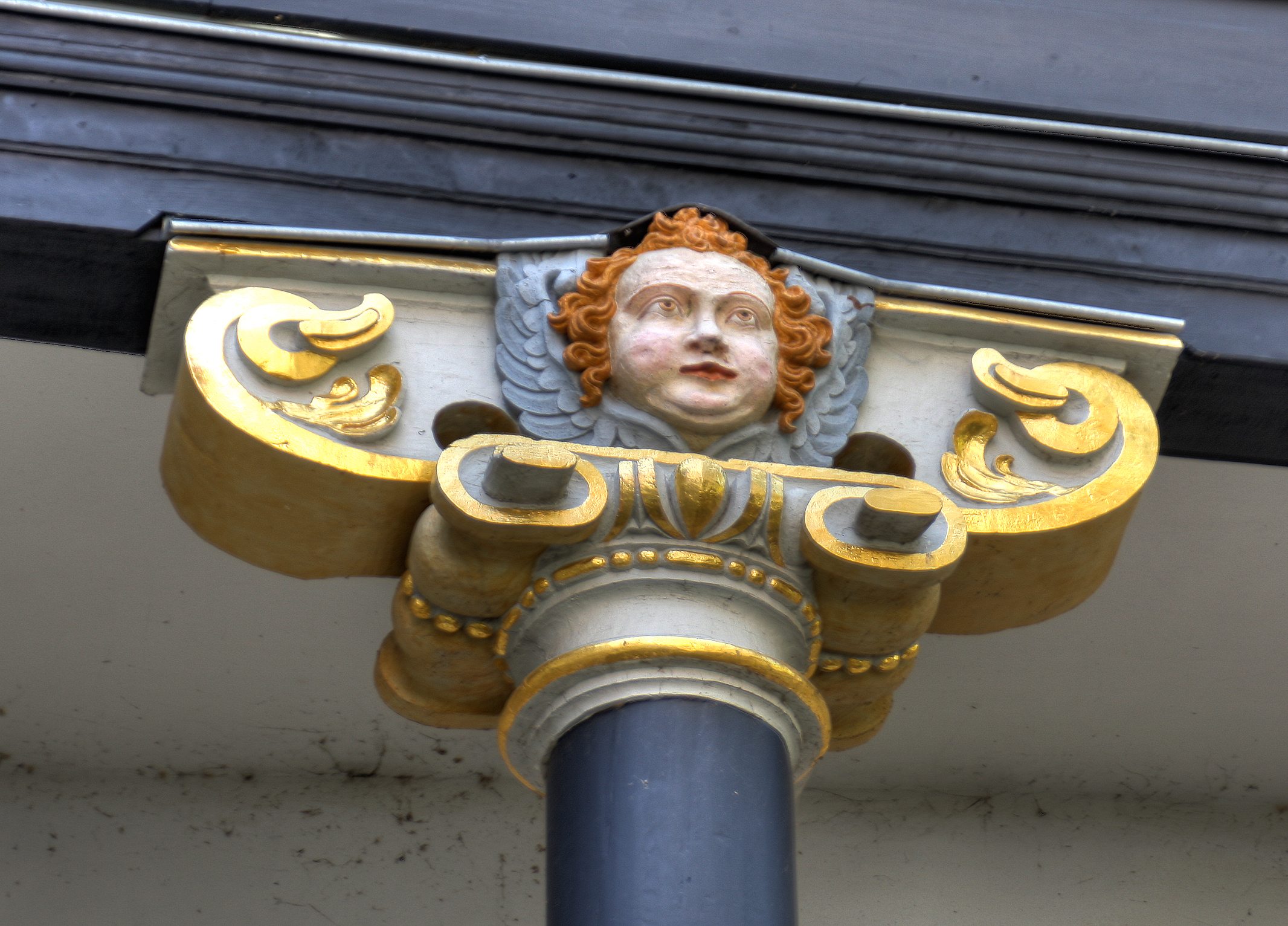
Detail am Stammhausflügel

Heute beherbergt das Schloss neben dem Amtsgericht Herzberg ein kleines kulturelles Zentrum mit einem Café-Restaurant, einem Museum und dem Rittersaal, der für kulturelle Veranstaltungen genutzt wird.
Das Museum gehört zum Kulturerbe Niedersachsen und zeigt die Geschichte der Forstwirtschaft des Harzes, die Schlossgeschichte und die Geschichte der Welfen. Weitere Ausstellungsbereiche präsentieren die Geschichte der Herzberger Gewehrmanufaktur sowie den Herzberger Orgelbauer Johann Andreas Engelhardt. Im Rahmen der Dauerausstellung kann ein Faksimile des Evangeliar Heinrichs des Löwen und ein Modell vom Herzberger Schloss sowie der Burg Scharzfels betrachtet werden. Seit dem Internationalen Museumstag 2017 ist im Schlossmuseum die restaurierte Welfenwiege aus dem 16. Jahrhundert zu sehen.
Zudem gibt es auch eine kleine Ausstellung zur Plansprache Esperanto. Des Weiteren finden regelmäßig Sonderausstellungen statt.
Am ersten Torhaus können die Schlossbesucher seit August 2021 einen QR-Code scannen und sich in nur 20 Minuten mit einer kostenlosen Smartphone-App über den Schlosshof führen lassen.
Zudem gibt es ab Oktober 2021 auch eine mehrsprachige Audioguide-Führung durch das Schlossmuseum in Deutsch, Englisch, Niederländisch, Dänisch und Esperanto.

### Generalsanierung der Schlossanlage
Der niedersächsische Ministerpräsident Stephan Weil kündigte bei einem Besuch des Schlosses im Jahr 2016 eine weitere notwendige Sanierung, insbesondere des Uhrenturmes, für 12 Millionen Euro an, jedoch wurden die Mittel wieder gekürzt. Der Marstallflügel des Schlosses galt als akut einsturzgefährdet. Seit dem Sommer 2017 wird das Schloss Herzberg für 7,5 Millionen Euro saniert. Die Gesamtkosten werden auf 20 Millionen Euro geschätzt.
Neben dem Land Niedersachsen unterstützt seit 2021 auch die Bundesregierung die Sanierung des Welfenschlosses in Herzberg. Die Beauftragte der Bundesregierung für Kultur und Medien (BKM) hat die Unterstützung der Sanierung des Welfenschlosses in Herzberg in den kommenden fünf Jahren mit insgesamt 7 Millionen Euro im Rahmen des Programmes für investive Kulturmaßnahmen für nationale Einrichtungen im Inland zugesagt.
Die geförderten Maßnahmen haben zum Ziel, für rund 17,7 Millionen Euro Teile des Schlosses und der Außenanlage zu sanieren und wieder in Nutzung zu bringen. Dabei werden auch die heute geltenden Vorgaben der Barrierefreiheit und des Brandschutzes berücksichtigt.
Etwa 25 Gewerke arbeiten auf der Baustelle und um die 50 Planungsbüros waren oder sind in die Arbeiten involviert.
Begleitet wird die Generalsanierung immer wieder durch temporäre archäologische Grabungen, hierbei wurden schon zahlreiche Grundmauern der ehemaligen Burganlage auf dem Schlossberg gefunden.
Das Amtsgericht Herzberg, das Schlossmuseum, der Rittersaal und das Café-Restaurant sind weiterhin geöffnet.
Seit dem Frühjahr 2023 sucht die Stadt Herzberg am Harz einen neuen Pächter für die Gastronomie im Welfenschloss.

## Amtsgericht Herzberg

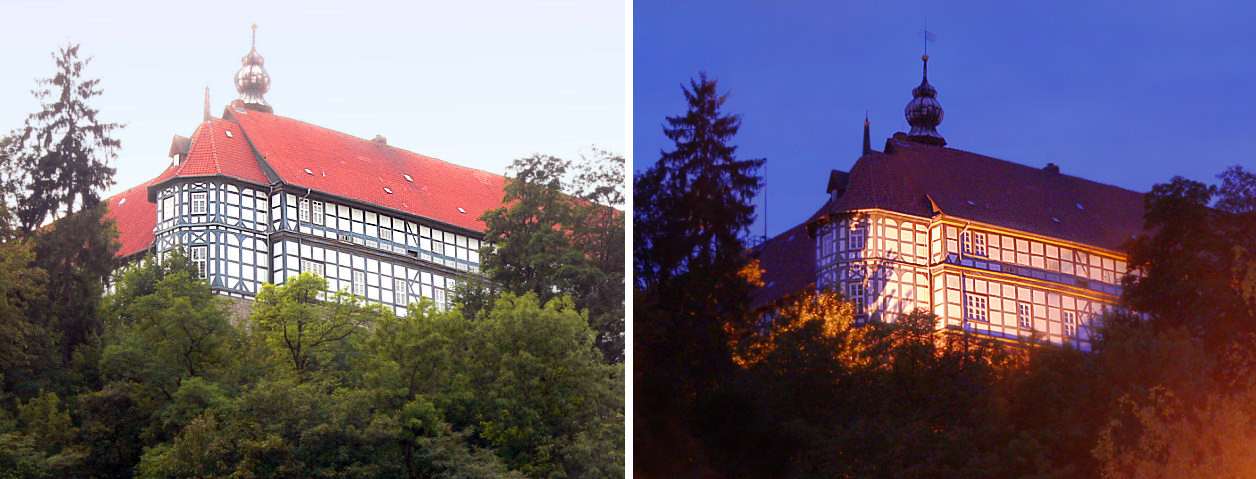
Das Hauptgebäude des Amtsgerichts Herzberg (2006)

Seit 1852 befindet sich das Amtsgericht Herzberg im sogenannten „Sieberflügel“ sowie dem „Grauen Flügel“ auf Schloss Herzberg. Der größte Gerichtssaal (Saal 11) ist in der ehemaligen Schlossküche. Im ersten Stockwerk sind zwei weitere Sitzungssäle sowie die Büros der Mitarbeiter, Richter und der Amtsgerichtsdirektorin. Im Dachgeschoss war bis zur Generalsanierung der Schlossanlage das Archiv des Amtsgerichts untergebracht.
Auch vor Einführung einer einheitlichen Gerichtsverfassung 1852 im damaligen Königreich Hannover wurde bereits im Schloss Herzberg Recht gesprochen.

## Rittersaal
Der Rittersaal im „Stammhausflügel“ auf Schloss Herzberg verfügt über 130 Plätze und wird für Konzerte, Vorträge, Tagungen und Ausstellungen sowie Feierlichkeiten genutzt. Zudem werden auch standesamtliche Trauungen im Rittersaal durchgeführt. Immer wieder finden hier auch Ratssitzungen der Stadt Herzberg statt.
Zur Ausstattung im Rittersaal gehören eine Motorleinwand, Beamer und WLAN. Auf der Bühne steht ein Konzertflügel der Braunschweiger Pianofortefabrik Grotrian-Steinweg und an den Wänden hängen wertvolle Gemälde, darunter ein Porträt von Georg II. der 1734 die nach ihm benannte Georg-August-Universität Göttingen gegründet hat.
Vor einigen Jahren hat eine historische Rüstung ihren Platz im Rittersaal gefunden. Als Pendant dazu ist hier auch ein Renaissance Kleid ausgestellt.
2021 wurde die gesamte Beleuchtung getauscht, durch die neue Technik kann das Licht jetzt den vielen unterschiedlichen Veranstaltungen im Rittersaal angepasst werden.

## Herzberger Schlosskonzerte
1986 wurden von der Stadt Herzberg am Harz die Herzberger Schlosskonzerte ins Leben gerufen. Seit dieser Zeit werden jährlich sechs bis acht Konzerte auf hohem Niveau im Rittersaal auf Schloss Herzberg angeboten.

## Förderverein Schloss Herzberg

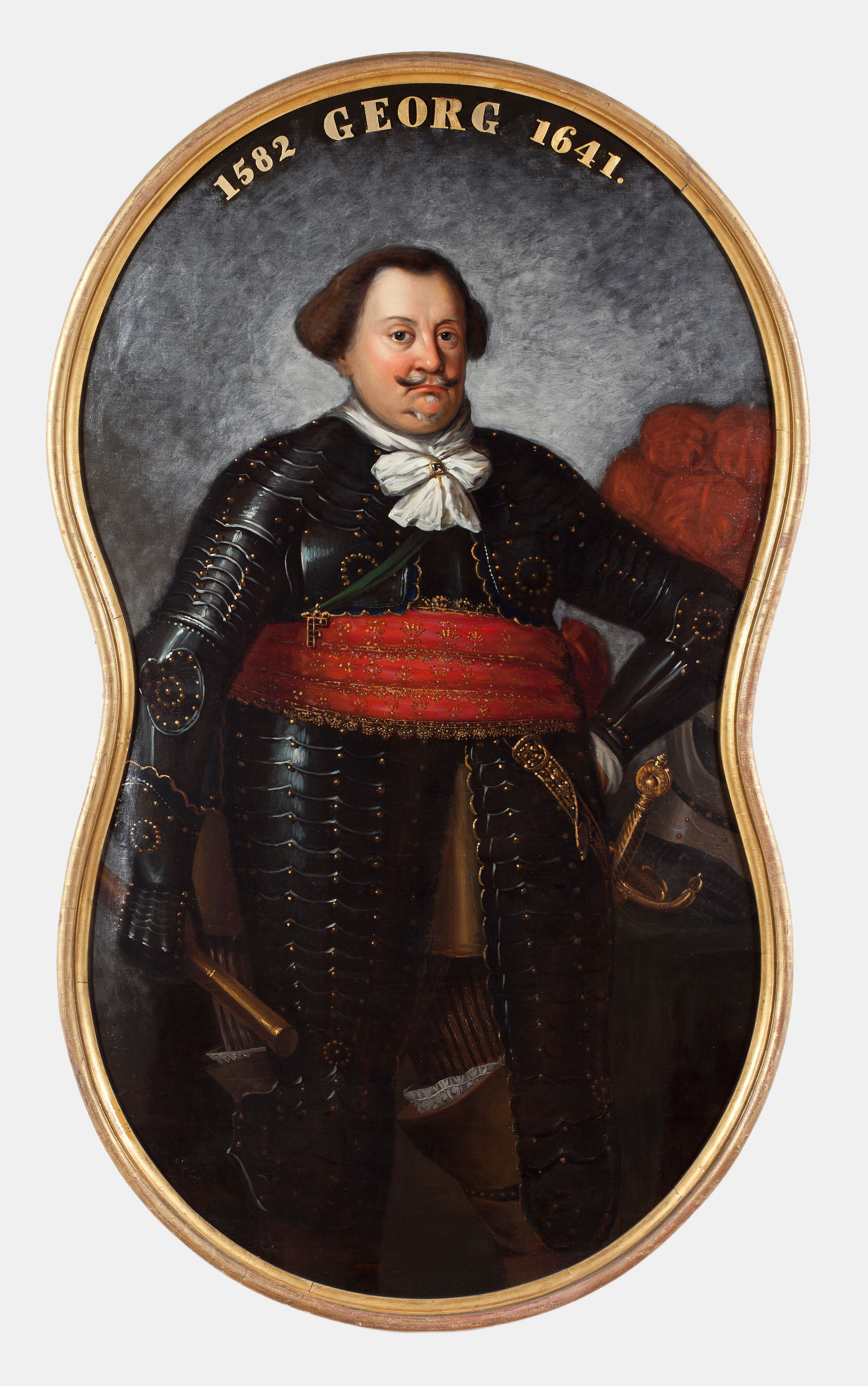
Gemälde Herzog Georg von Braunschweig-Lüneburg als Feldherr (Rittersaal auf Schloss Herzberg)

Im Jahre 2004 wurde der Förderverein Schloss Herzberg am Harz e. V. gegründet, der das Welfenschloss als Baudenkmal erhalten und das Interesse daran durch Förderung von Kunst und Kultur unterstützen will.
Projekte waren, unter anderen, die Sanierung und der Aufbau der funktionsfähigen Engelhardt-Orgel im Schlossmuseum – wo seitdem jährlich Orgelkonzerte stattfinden – sowie die Anschaffung mehrerer Gemälde und weiterer Ausstellungsstücke für das Schlossmuseum, u. a. konnte das Gemälde Herzogs Georg von Braunschweig-Lüneburg erworben werden, der von 1617 bis 1636 mit seiner Familie auf Schloss Herzberg residierte.
Das Gemälde ist eines von acht großen Deckenbildern aus dem alten Leineschloss zu Hannover.
Weitere Projekte des Vereins waren die Installation einer adäquaten Beleuchtung in den beiden Torhäusern und am Aufgang durch den Torzwinger zum Schlosshof.
Zudem konnten auch die Wappen am zweiten Torhaus über dem Schlosseingang und Ausgang fachgerecht restauriert werden, sowie einige Münzen aus dem „Scharzfelder Münzfund“ (darunter der Gedenktaler zum Tod Herzogs Christian Ludwig) erworben werden.
Seit 2013 ist der Förderverein Veranstalter der Herzberger Schlosskonzerte im Rittersaal, sowie der Herzberger Schlossvorträge mit dem Historiker Gerd Biegel und weiterer Referenten.
2014 wurde die Ahnentafel des Hauses Braunschweig ergänzt und erweitert. Diese große Ahnentafel, mit 32 Generationen, ist heute im Erdgeschoss des Museums ausgestellt.
2021 hat der Verein für das Museum Audioguides angeschafft und eine kostenlose Smartphone-App für den Schlosshof eingerichtet.
2023 wurde der Geschichtsstammtisch gegründet, ein neuer Arbeitskreis im Förderverein. Der Geschichtsstammtisch ist heute in dem Projekt „Auf Augenhöhe“ übergegangen.
Am Museumstag 2024 wurde dem Schlossmuseum ein Pultbuch: Die Herzberger Fürstenfamilie – Bilderschichte(n) im Rittersaal, übergeben und vorgestellt.
Seit vielen Jahren unterstützt der Förderverein Schloss Herzberg das Museum beim Internationalen Museumstag im Mai und dem Tag des offenen Denkmals im September.